# Denkmalgeschützte Objekte im Bezirk Klagenfurt-Land
Im Bezirk Klagenfurt-Land bestehen 271 denkmalgeschützte Objekte. Die unten angeführte Liste führt zu den Gemeindelisten und gibt die Anzahl der Objekte an.
| Gemeindeliste                | Objektanzahl |
| ---------------------------- | ------------ |
| Ebenthal                     | 16           |
| Feistritz im Rosental        | 13           |
| Ferlach                      | 33           |
| Grafenstein                  | 18           |
| Keutschach am See            | 10           |
| Köttmannsdorf                | 6            |
| Krumpendorf                  | 14           |
| Ludmannsdorf                 | 5            |
| Magdalensberg                | 19           |
| Maria Rain                   | 6            |
| Maria Saal                   | 41           |
| Maria Wörth                  | 15           |
| Moosburg                     | 17           |
| Poggersdorf                  | 10           |
| Pörtschach am Wörther See    | 23           |
| Sankt Margareten im Rosental | 3            |
| Schiefling am Wörthersee     | 8            |
| Techelsberg                  | 11           |
| Zell                         | 3            |